# 6446 Lomberg
6446 Lomberg eller 1990 QL är en asteroid i huvudbältet som upptäcktes 18 augusti 1990 av den amerikanske astronomen Eleanor F. Helin vid Palomar-observatoriet. Den är uppkallad efter den amerikanska journalisten Jon Lomberg.
Asteroiden har en diameter på ungefär 2 kilometer.